# Pulicaria carnosa
Pulicaria carnosa là một loài thực vật có hoa trong họ Cúc. Loài này được (Boiss.) Burkill miêu tả khoa học đầu tiên năm 1909.